# Данієль Мессі
Данієль Мессі (англ. Daniel Massey; 24 лютого 1798, Віндзор — 15 листопада 1856, Ньюкасл) — канадський коваль і підприємець американського походження, який народився в нинішньому Ньюкаслі, Онтаріо, і розпочав виробництво сільськогосподарських знарядь у 1847 році.

## Біографія
Мессі народився у Віндзорі, штат Вермонт, у родині Данієла Мессі-старшого та Ребеки Келлі. Родина Мессі походила з Чеширу, Англія, і прибула до Америки близько 1630 року, спочатку в Ессекс, штат Массачусетс, а пізніше в Нью-Гемпшир і Вотертаун, штат Нью-Йорк.
Його батьки, Данієль і Ребека Мессі, перевезли сім'ю до Верхньої Канади десь між 1802 і 1807 роками. Згодом він жив і навчався в Вотертауні, штат Нью-Йорк, але пізніше повернувся до Верхньої Канади, щоб керувати бізнесом свого батька. Бізнес зростав, і його наступник, компанія Massey Ferguson, стала багатонаціональним виробником сільськогосподарської техніки. Історія компанії сягає 1847 року, коли Мессі відкрив майстерню з виготовлення простих сільськогосподарських знарядь у Ньюкаслі. Десять років потому Алансон Гарріс заснував ливарний завод для виготовлення та ремонту сільськогосподарської техніки.
Мессі та Гарріс стали видатними виробниками збиральної техніки, і врешті-решт у 1891 році їхні компанії були об'єднані в компанію Massey-Harris. Нова компанія була відповідальна за виробництво першого у світі комерційно успішного самохідного зернозбирального комбайна в 1938 році. У 1953 році компанія Massey-Harris об'єдналася з компанією Ferguson, утворивши компанію Massey Ferguson. Вони об'єднали свої подвійні навички у виробництві збиральної техніки та дизайні тракторів, щоб створити одну з найвідоміших у світі компаній з виробництва сільськогосподарської техніки.

## Сім'я
Мессі одружився з Люсіною Бредлі в 1820 році, і у них народилося троє синів і семеро дочок. Його син Гарт Мессі також приєднався до сімейної компанії. Мессі помер у 1856 році та похований на кладовищі Боуменвілль у Кларингтоні, Онтаріо.
Актор Реймонд Мессі був правнуком Деніела Мессі (онука Гарта Мессі), а актори Деніел Мессі та Анна Мессі були дітьми Реймонда Мессі.